# حرب المئة عام الكرواتية العثمانية
حرب المئة عام الكرواتية العثمانية (بالكرواتية: Stogodišnji hrvatsko-turski rat، أو Stogodišnji rat protiv Turaka، أو Stogodišnji rat s Osmanlijama) هو الاسم الذي أطلِقَ على سلسلة من النزاعات التي درات بين الدولة العثمانية ومملكة كرواتيا القروسطية إبَّان العصور الوسطى (التي كن يحكمها سلالة ياغيلون و زابوليا)، ومملكة هابسبورغ في وقت لاحق من كرواتيا. وطغى على غالبية هذه النزاعات طابع الحروب الخفيفة نسبياً حيث تُعرف بالكرواتية باسم «الحروب الصغيرة» (بالكرواتية: Mali rat).
أطلق البابا ليو العاشر على كرواتيا لقب «حصن المسيحية» (باللاتينية: Antemurale Christianitatis) في عام 1519، نظراً للإسهامات والتضحيات العسكرية الكبيرة التي قدمها الجنود الكروات في نضالهم للدفاع عن بلادهم في وجه الأتراك. توقف المد العسكري العثماني في أوروبا على التراب الكرواتي بعد انتصار مملكة هابسبورغ على العثمانيين في معركة سيساك عام 1593. إلَّا أن الدولة العثمانية ظلت تحتل أجزاءً من كرواتيا من القرن السادس عشر حتى أواخر القرن السابع عشر.

## الفترة الزمنية
ظهرت العديد من الاختلافات حول المدة الدقيقة للحرب. وفقًا لمجموعة من المؤرخين، بدأت الحرب بمعركة قرابوة في عام 1493، وانتهت بمعركة سيساك في عام 1593. وفقًا لمجموعة أخرى من المؤرخين، استمرت الحرب من النصف الثاني للقرن الخامس عشر حتى القرن السادس عشر بأكمله. تحدد مجموعة ثالثة من المؤرخين نهاية الحرب بعقد معاهدة زيتفاتوروك في عام 1606. كُسبت الحرب بهزيمة العثمانيين عقب تقدمهم على حدود نهر كوبا، وبقي من أراضي كرواتيا ما يقارب 16,800 كيلومتر مربع فقط.
في ضوء الخسائر البشرية والإقليمية، ومن وجهة نظر الرومانسية الكرواتية الحديثة، عُرف القرنان الخامس عشر والسادس عشر باسم «قرني الحداد في كرواتيا» (باللاتينية: Plorantis Croatiae saecula duo carmine descripta) في القصيدة الغنائية الملحمية لبافاو ريتر فيتزوفيتش عام 1703.

## ميدان المعركة
تركزت ساحات القتال في المناطق الوسطى الشرقية من مملكة كرواتيا الممتدة من الحدود الشرقية لعصور ما قبل العثمانيين إلى الحدود الشرقية لـ «بقايا شتات ما كان يومًا يدعى مملكة كرواتيا العظمى» (باللاتينية: reliquiae reliquiarum olim inclyti regni Croatiae).
بعد هزيمة الكرواتيين عام 1493 في قرابوة، بدأ العثمانيون باحتلال موانئ مهمة، وسقطت كنين وسكرادين في عام 1522. وقعت معركة موهاج في عام 1526. سقطت يايتسي عام 1528، وبوزيغا عام 1536، وسقطت كليس عام 1537، ونادين وفرانا في 1538، ما أزاح الحدود الكرواتية العثمانية تقريبًا إلى خط بوزيغا بيخاتش فيليبيت زرمانجا ستينا.
بحلول نهاية عام 1540، احتلت الإمبراطورية العثمانية الأراضي الكرواتية الواقعة بين سكرادين وكارين، ولم تعد منطقة عازلة بين الأراضي العثمانية وأراضي البندقية في دالماتيا. بحلول عام 1573، قلص التقدم العثماني ما تبقى من المناطق الدلماسية النائية، التي أصبحت تحت سيطرة مدن البندقية إلى حد كبير.

## التأثير
بالرغم من الهزائم الكبرى التي مُنيت بها المملكة الكرواتية في المعارك التي خاضتها للدفاع عن التراب الكرواتيّ إلَّا أنها صمدت وحافظت على هويتها وتراثها الثقافي والديني في ظل ملكية هابسبورغ. وبالرغم من فقدان بعض الكروات لأراضيهم التي سيطر علهيا العثمانيين، إلَّا أنهم لم يتخلوا عنها لأن الباب العالي انتهج حينها سياسة نظام الملل التي سمحت للأقليات الإثنية غير المسلمة بالعيش في الإمبراطورية، والعديد من هؤلاء الكروات اعتنقوا الإسلام في نهاية المطاف بعد قرون عدة من الحكم العثماني.
لفت قتال الكروات ودفاعهم عن أرضهم أنظار الأوساط السياسية الأوروبية حينذاك فهنالك مصادر تاريخية غزيرة توثق الصراع في عدد كبير من الوثائق التاريخية الأوروبية.

## نوع الصراعات
خلال المئة عام تلك (أو 150 عامًا، بناءً على المعايير)، تمثلت الحرب على أراضي مملكة كرواتيا بسلسلة من النزاعات المسلحة الأصغر («الحرب الصغيرة») على مدى فترة طويلة من الحرب (بمعنى آخر، لم تخض الجيوش معركة مستمرة دائمة.)
شمل التكتيك العثماني عمليات نهب مستمرة وغارات حارقة هدفت إلى ترهيب السكان المدنيين المحليين وإضعاف معنوياتهم، واستنفاد الفرص الاقتصادية وتعطيل الحياة الاقتصادية الطبيعية في المناطق الحدودية. على الجانب الآخر، نفذت القوات الكرواتية والمسيحية المتحالفة معها هجمات مضادة، خاصة في المراحل الأولى من الحرب، قبل أن يفقدوا قدرتهم على تنفيذ هجوم مضاد أو تكتيكات هجومية. على الرغم من هذه التكتيكات المدمرة، اشتبكت الجيوش في بعض الأحيان. في أحيان أخرى، اعترضت الجيوش المحلية سبيل الغزاة أو تعقبتهم أثناء عودتهم من الغارة. حدثت أيضًا أعمال عسكرية أكثر شدة، مثل معركة حقل قرابوة أو معركة سيساك.

## المناطق المعرضة لخطر الحرب
يمكن تصنيف المناطق المهددة بالحرب إلى ثلاث مناطق:
- تألفت المنطقة الأولى من أراضي مملكة كرواتيا، التي لم تخضع لأي سيطرة فعلية من كلي الجانبين، بالإضافة إلى أجزاء من مملكة كرواتيا تعرضت لضربات شديدة من قبل الجيش العثماني وخضعت لعمليات شبه عسكرية. وصل عمق هذه المنطقة إلى 50 كم داخل الأراضي الكرواتية. شملت في الغالب المناطق على طول الحدود الأصلية والحدود العسكرية التي شُكلت لاحقًا. تعرضت البنيتان التحتية والفوقية للدمار والتخريب، وعانت الحياة الاقتصادية من تبعات الحرب. شهدت هذه المنطقة نسبة عالية من الهجرة، معظمها إلى المنطقتين الثانية والثالثة، بالإضافة إلى الهجرة إلى الخارج.
- تعرضت المنطقة الثانية لغارات القوات العثمانية النظامية وغير النظامية من وقت لآخر. خضعت المنطقة لسيطرة السلطات الكرواتية وكانت الحياة الاقتصادية ما تزال تعمل إلى حد ما. كانت الكثافة السكانية ثابتة وشهدت تدفقًا مستمرًا للنازحين من المنطقة الأولى. استخدم النبلاء الكرواتيون هذه المنطقة كنقطة دعم وقاعدة للدفاع أو لمحاولات استعادة عقاراتهم في المنطقة الأولى. اعتبرت هذه المناطق مناطق دعم اقتصادي للجيوش.
- عدت المنطقة الثالثة في الغالب منطقة آمنة من الغارات العثمانية، إذ لم تشهد معظمها أي غارات عثمانية، وشملت الغارات مناطق قليلة منها.[14]